# Ojo de Agua, Cuilápam de Guerrero
Ojo de Agua är en ort i Mexiko.   Den ligger i kommunen Cuilápam de Guerrero och delstaten Oaxaca, i den sydöstra delen av landet, 400 km sydost om huvudstaden Mexico City. Ojo de Agua ligger 1 566 meter över havet och antalet invånare är 472.
Terrängen runt Ojo de Agua är varierad. Runt Ojo de Agua är det tätbefolkat, med 570 invånare per kvadratkilometer. Närmaste större samhälle är Oaxaca de Juárez, 8,4 km nordost om Ojo de Agua. I omgivningarna runt Ojo de Agua växer huvudsakligen savannskog.